# Lijst van Nederlandse amateurvoetbalclubs
Dit is een overzicht van alle voetbalverenigingen die in het heden of het verleden hebben deelgenomen aan het amateurvoetbal in Nederland. Het overzicht is verdeeld in twee delen:
1. Amateurclubs die in het heden deelnemen aan het amateurvoetbal
2. De amateurclubs die in het verleden deelnamen aan het amateurvoetbal

## Amateurclubs die in het heden deelnemen aan het amateurvoetbal
| Drenthe · Flevoland · Friesland · Gelderland · Groningen · Limburg · Noord-Brabant · Noord-Holland · Overijssel · Utrecht · Zeeland · Zuid-Holland top |

### Drenthe
A – B – C –
D – E – F –
G – H – I –
J – K – L –
M – N – O –
P – Q – R –
S – T – U –
V – W – X –
Y – Z

#### A (Drenthe)
Achilles 1894
VV Actief
ACV
MVV Alcides
FC Amboina
SC Angelslo
VV Annen
FC Assen
Asser Boys

#### B (Drenthe)
VV Bargeres
VV Beilen
VV BEW
SV Borger
BSVV
VV Buinen
VV Buinerveen

#### C (Drenthe)
VV CEC
CSVC

#### D (Drenthe)
VV Dalen
VV Diever-Wapse
DOS '63
VV Drenthina
DSC '65
DVC '59
DVSV
VV Dwingeloo
DZOH

#### E (Drenthe)
EEC
SV Een
VV Eext
VV EHS '85
SC Elim
VV Emmen
Erica '86
SC Erica

#### F (Drenthe)
VV FDS
CVV Fit Boys

#### G (Drenthe)
VV Gasselternijveen
CVV Germanicus
VV Gieten
Vv Gieterveen
VV GKC
VV GOMOS

#### H (Drenthe)
VV Havelte
HHCombi
VV HOC
SV HODO
VV Hollandscheveld
SV Hoogersmilde
VV Hoogeveen
HZVV

#### K (Drenthe)
VV Klazienaveen
VV KSC

#### L (Drenthe)
LTC
VV LEO

#### M (Drenthe)
FC Meppel
MSC

#### N (Drenthe)
SV Nieuw Balinge
VV Nieuw Buinen
VV Nieuw Roden
NKVV
VV Noordscheschut
NWVV

#### O (Drenthe)
Old Forward
ONR

#### P (Drenthe)
VV Peize
SV Pesse
VV Protos

#### R (Drenthe)
VV Raptim
VV Roden
VV Rolder Boys
SC Roswinkel
VV Ruinen
VV Ruinerwold

#### S (Drenthe)
VV Schoonebeek
SCN
SGO
VV Sleen
VV Smilde '94
VV SVBC
VV SVBO
SVDB
SVN '69
SVV '04
SVZ

#### T (Drenthe)
TEVV
VV Tiendeveen
VV Titan
SV Twedo
SV Tynaarlo

#### U (Drenthe)
VV Uffelte

#### V (Drenthe)
VV VAKO
Valther Boys
VV Valthermond
VCG
VV Veenhuizen
VV VEV
VIOS Oosterhesselen
VV Vitesse '63
VV VKW
VVAK

#### W (Drenthe)
VV Wacker-van Dijk
VV Wapserveen
VV Weerdinge
VV de Weide
Weiteveense Boys
VV Wijster
Witteveense Boys '87
WKE '16

#### Y (Drenthe)
SV Yde de Punt

#### Z (Drenthe)
VV Zandpol
VV ZBC
FC Zuidlaren
VV Zuidlaarderveen
VV Zuidwolde
VV Zwartemeer
SC Zwartemeerse Boys
SP Zweeloo
ZZVV

### Flevoland
| Drenthe · Flevoland · Friesland · Gelderland · Groningen · Limburg · Noord-Brabant · Noord-Holland · Overijssel · Utrecht · Zeeland · Zuid-Holland top |

A – B – C –
D – E – F –
G – H – I –
J – K – L –
M – N – O –
P – Q – R –
S – T – U –
V – W – X –
Y – Z

#### A (Flevoland)
FC Almere
VV AS '80
ASV Dronten

#### B (Flevoland)
SC Bant
BAS-Voetbal
SV Batavia '90
SC Buitenboys

#### C (Flevoland)
SC Creil

#### E (Flevoland)
SC Emmeloord
SV Ens
SC Espel

#### F (Flevoland)
Flevo Boys
Forza Almere

#### K (Flevoland)
FC Kraggenburg

#### L (Flevoland)
SV Lelystad '67

#### N (Flevoland)
VV Nagele

#### R (Flevoland)
Reaal Dronten
RKO

#### S (Flevoland)
Sporting Almere
SVM Marknesse
ASV Swift '64

#### T (Flevoland)
VV Tollebeek
SV TONEGO

#### U (Flevoland)
VV Unicum
SV Urk

#### W (Flevoland)
ASC Waterwijk

#### Z (Flevoland)
VV Zeewolde

### Friesland
| Drenthe · Flevoland · Friesland · Gelderland · Groningen · Limburg · Noord-Brabant · Noord-Holland · Overijssel · Utrecht · Zeeland · Zuid-Holland top |

A – B – C –
D – E – F –
G – H – I –
J – K – L –
M – N – O –
P – Q – R –
S – T – U –
V – W – X –
Y – Z

#### A (Friesland)
VV Aengwirden
VV Akkrum
SC Amelandia
VV Anjum
VV Arum
ASC '75
AVC
AVV

#### B (Friesland)
RKVV Bakhuizen
VV Bakkeveen
VV Balk
Be Quick Dokkum
VV Beetgum
FC Burgum
SC Berlikum
FC Birdaard
VV Black Boys
CVV Blauw Wit '34
VV Blauwhuis
VV BlauwRood'21
VV De Blesse
VV Blija
VV Blue Boys
SC Bolsward
SC Boornbergum '80
Broekster Boys
VV Buitenpost

#### C (Friesland)
VV CVO
CVVO

#### D (Friesland)
VV Delfstrahuizen
VV Dokkum
SV Donkerbroek
VV Drachten
Drachtster Boys
VV Drogeham
VV Dronrijp
VV DTD
DWP

#### E (Friesland)
VV Eastermar
VV EBC

#### F (Friesland)
't Fean '58
FFS
SC Flamingo
VV Foarút
FC Fochteloo
SC Franeker
Friese Boys
FVC

#### G (Friesland)
GAVC
VV Geel Wit
VV Gersloot
VV Gorredijk
GSVV

#### H (Friesland)
VV Hardegarijp
VV Harkema-Opeinde
Harkemase Boys
FC Harlingen
SV Haulerwijk
VV Heeg
VV Heerenveen
Heerenveense Boys
SV Hielpen
VV HJSC
VV Holwerd
SV Houtigehage

#### I (Friesland)
IJ.V.C.
VV Irnsum

#### J (Friesland)
VV Jistrum
SC Joure
VV Jubbega

#### K (Friesland)
VV Kollum
SC Kootstertille

#### L (Friesland)
LAC Frisia 1883
VV Langezwaag
VV Langweer
VV de Lauwers
Leeuwarder Zwaluwen
VV Lemmer
SC Leovardia
SC Lions '66
LSC 1890
LVV Friesland

#### M (Friesland)
Sportclub Makkinga
VV Makkum
VV Marrum
VV Mildam
VV Minnertsga
RKVV MKV '29
VV De Monnik
SV Mulier

#### N (Friesland)
VV Nicator
VV Nieuweschoot
VV Nijland
NOK
VV Noordbergum

#### O (Friesland)
VV ODV
VV Oerterp
SV Oeverzwaluwen
VV Oldeboorn
VV Oldeholtpade
Olyphia
VV ONB
ONS Sneek
ONT
VV Oostergo
VV Oosterlittens
VV Oosterstreek
SV Oosterwolde
VV Oudega
VV Oudehaske
VV Ouwe Syl

#### Q (Friesland)
VV QVC

#### R (Friesland)
VV Read Swart
Renado
VV Rijperkerk
Ropta Boys
VV Rottevalle
SV RWF

#### S (Friesland)
VV Scharnegoutum '70
VV SDS
VV Sint Annaparochie
Sint Jacob
VV Sleat
VV Sneek Wit Zwart
Sparta '59
VV Sport Vereent
SSS '68
VV Stânfries
SC Stiens
VV Suameer
SV Suawoude
VV Surhuisterveen
VV De Sweach

#### T (Friesland)
VV Ternaard
SC Terschelling
VV TFS
SV THOR
VV Tijnje
VV TOP '63
VV Trinitas
VC Trynwâlden
SC Twijzel
VV Tzum
VV Tzummarum

#### U (Friesland)
UDIROS

#### V (Friesland)
V en V '68
VCR
SC Veenwouden
VV VIOD (Driesum)
VVI
VVT
VWC

#### W (Friesland)
SV de Wâlde
VV de Wâlden
VV Wardy
VV Warga
VV Waskemeer
VV Waterpoort Boys
VV Wispolia
FC Wolvega
VV Workum
VV Woudsend
WTOC
WWS
Wykels Hallum

#### Z (Friesland)
VV Zandhuizen
ZMVV Zeerobben
VV Zwaagwesteinde

### Gelderland
| Drenthe · Flevoland · Friesland · Gelderland · Groningen · Limburg · Noord-Brabant · Noord-Holland · Overijssel · Utrecht · Zeeland · Zuid-Holland top |

A – B – C –
D – E – F –
G – H – I –
J – K – L –
M – N – O –
P – Q – R –
S – T – U –
V – W – X –
Y – Z

#### A (Gelderland)
AAC-Olympia
Achilles '29
VV Activia
AD '69
VV Advendo '57
Ajax Breedenbroek
UVV Albatross
VV Alem
Alexandria
SV Almen
VV Alverna
Anadolu '90
SV Angeren
Angerlo Vooruit
CSV Apeldoorn
ASV Apeldoornse Boys
Aquila
VV Arnhemia
Arnhemse Boys
ASH
VV Asperen
AVIOS
AVW '66
SV AWC
AZC Zutphen
AZSV

#### B (Gelderland)
SV Babberich
VV Barneveld
SV Basteom
Vv de Bataven
VV Batavia
ZVV Be Quick
SV Beatrix
VV Beekbergen
VV Beesd
Sportclub Bemmel
VV Bennekom
FC Bergh
Beuningse Boys
VV Blauw Geel '55
SV Blauw Wit
RKSV Brakkenstein
SV Bredevoort
SC Brummen
SV Buren
BVC '12
BZC '14
VV BZS

#### C (Gelderland)
CHRC
AVV Columbia
SV Concordia-Wehl
SV Cupa

#### D (Gelderland)
VV DBV
SV DCS
VV Den Dam
VV DEO
SV DFS
VV Dieren
Dierensche Boys
FC Dinxperlo
DIO '30
SC DIOSA
VV Dodewaard
SC Doesburg
VV Doetinchem
RKSV Driel
D.S.C.
DSV '61
DSZ
DTS Ede
VV DUNO
DVC'26
DVOL
DVOV
DVS '33
DVSG
DVV Duiven
DZC '68

#### E (Gelderland)
VV Echteld
VV Ede/Victoria
Edesche Boys
SC EDS
SP Eefde
Eendracht Arnhem
Eerbeekse Boys
EFC '58
EGVV
FC Eibergen
VV Eldenia
Elistha
VV Elspeet
VV Elsweide
EMM Randwijk
VV Emst
SV Epe
SV Epse
VV Erix
ESA Rijkerswoerd
ESC
ESCA
VV Etten
VV Ewijk
Excelsior Zetten
EZC '84

#### F (Gelderland)
Focus '07
KSV Fortissimo

#### G (Gelderland)
SV Gelders Eiland
FC Gelre
VV Gendringen
VV Germania
SV De Glind
VV Gorssel
ASV Groen Wit '62
Groesbeekse Boys
SP Groessen
SV Grol
SV Grolse Boys
GSV '38
GSV '63
GVA Doornenburg
GVC
GVV
GVV '63
GWVV

#### H (Gelderland)
VV Haaften
SP Haarlo
SV Halle
SV 't Harde
SV Harfsen
SV Harskamp
SV Hatert
VV Hattem
SV Hatto Heim
RKVV HAVO
HC '03
VV Hedel
VV Heerde
SV Heerewaarden
Herovina
VV Heukelum
SV Heumen
VV Hierden
SC Hoevelaken
FC Horst
ZVV De Hoven
HRC '14
VV Hulshorst

#### I (Gelderland)
ISC

#### J (Gelderland)
VV Jan van Arckel
FC Jeugd '90
Jonge Kracht
SV Juliana '31

#### K (Gelderland)
SV Keijenburgse Boys
VV Kerkwijk
VV Kesteren
VV De Kieviten
SV Kilder
SC Klarenbeek
VV Klein Dochteren
Kolping-Dynamo
vv Krayenhoff
NSVV FC Kunde
KSH
KSV Vragender
KCVO

#### L (Gelderland)
SV Leones
FC Lienden
SP Lochem
VV Lochuizen
VV Loenermark
SV Loil
Longa '30
SV Loo
VV Lunteren

#### M (Gelderland)
VV Mariënveld
MASV
VV M.E.C.
SV MEC '07
SC Meddo
SC Millingen
VV Montferland
MVV '58

#### N (Gelderland)
SP Neede
NVC
VV Niftrik
SV Nijmegen
Nivo Sparta
SV Noord Veluwe Boys
VV Noordijk
NSC
VV Nunspeet

#### O (Gelderland)
SV OBW
VV Oeken
VV Oene
ONA '53
VV Ophemert
VV Opijnen
CSV Oranje Blauw
SC Oranje (Arnhem)
SV Orderbos
SV Orion
vv OSC
VV Ostrabeke
SV Otterlo
OVC '85
Overasseltse Boys
OWIOS

#### P (Gelderland)
SV de Paasberg
Pax Hengelo
RKSV 't Peeske
FC Presikhaaf
SV Prins Bernhard

#### Q (Gelderland)
Quick 1888

#### R (Gelderland)
SV Ratti
CVV Redichem
SP Rekken
VV Reünie
VV Rheden
RVV Rhelico
VV Rietmolen
SC Rijnland
RKHVV
RKPSC
RKTVC
RKVSC
RKZVC
Robur et Velocitas
RODA '28
Roda Boys Bommelerwaard
VV Rood Wit
Rood-Wit '58
VV Ruurlo
Rossumse Voetbalvereniging
RVW

#### S (Gelderland)
SCD '33
SCE
SCH
VV Scherpenzeel
VV SCP
VV SCR
SCS
SCZ
SDC Putten
SV SDOO
SDOUC
SDS '55
SDV Barneveld
SDZZ
SEH
VV SHE
SP Silvolde
VV SJN
SKV
SML
SMVC Fair Play
SV Socii
VV Sparta Nijkerk
SV Spero
Sportclub N.E.C.
VV Sprinkhanen
VV Stroe
SVBV
SVDW '75
SVGG
SVHA
SVO '68
SVS '65

#### T (Gelderland)
SV TEC
VV Teisterbanders
VV Terborg
VV Terschuurse Boys
SV Terwolde
SP Teuge
Theole
VV TKA
De Treffers
Vv Trekvogels
FC Trias
VV Tricht
Sv Twello

#### U (Gelderland)
VV Uchta
UHC
Ulftse Boys
Uni vv
VV Union
Unitas '28

#### V (Gelderland)
SV V en L De Vecht
SV Vaassen
SC Valburg
SV de Valleivogels
SC Varsseveld
VDZ
Veensche Boys
VV Veldhoek
SC Veluwezoom
VV De Veluwse Boys
VEVO
Victoria '25
Victoria Boys
Vierhouten '82
VV VIOD
VIOS Beltrum
VIOS Vaassen
VV Voorst
SV Voorwaarts
VV Vorden
VV Vosseveld
CVV Vriendenschaar
VSCO '61
VV Vuren
VVG '25
VVLK
VVO
VVOG
VVOP

#### W (Gelderland)
SV Waalkanters
SV Waalstad
VV Wadenoyen
WVV Wageningen
VV Wapenveld
Warnsveldse Boys
WAVV
SV Westendorp
SC Westervoort
WHC
SV Wilp
FC Winterswijk
SV Wissel
VV Witkampers
VV WNC
SV Wodanseck
SC Woezik
VV Wolfersveen
VV Worth-Rheden
WSV
WSV Well
WVW Weurt
WWNA
WZC Wapenveld

#### Z (Gelderland)
FC Zutphen
ZVV '56
ASV Zuid Arnhem
Zwart Wit '63
ZZC '20

### Groningen
| Drenthe · Flevoland · Friesland · Gelderland · Groningen · Limburg · Noord-Brabant · Noord-Holland · Overijssel · Utrecht · Zeeland · Zuid-Holland top |

A – B – C –
D – E – F –
G – H – I –
J – K – L –
M – N – O –
P – Q – R –
S – T – U –
V – W – X –
Y – Z

#### A (Groningen)
VV Adorp
VV Aduard 2000
VV Alteveer
Amicitia VMC
VV Appingedam
VV ASVB

#### B (Groningen)
VV Bareveld
VV Bato
Be Quick 1887
SV Bedum
VV Bellingwolde
SV Blauw Geel '15
VV BNC
VV Borgercompagnie

#### C (Groningen)
Corenos

#### D (Groningen)
Damacota
DIO Groningen
DIVA '83
SV Drieborg
VV DWZ

#### E (Groningen)
VV Eenrum
VV Engelbert
VV Ezinge

#### F (Groningen)
VV Farmsum
VV De Fivel
GSAVV Forward
VV Froombosch
FVV

#### G (Groningen)
VV GEO
VV Glimmen
VV Godlinze
VV Gorecht
GRC Groningen
VV Grijpskerk
G.V. Groen Geel
VV Groningen
VV Groninger Boys
SC Gronitas
FC Grootegast
VV Gruno
GVAV-Rapiditas
GVB

#### H (Groningen)
VV Haren
VV Harkstede
VV Heiligerlee
De Held
VV Helpman
SV de Heracliden
HFC'15
VV Holwierde
VV Hoogezand
HS '88
VV HSC
VV Hunsingo

#### J (Groningen)
JVV

#### K (Groningen)
Kids United
VV Kiel-Windeweer
VV Kloosterburen
GSVV The Knickerbockers
VV KRC
VV Kwiek

#### L (Groningen)
FC LEO
FC Lewenborg
SC Loppersum
Lycurgus

#### M (Groningen)
VV Mamio
SV Marum
VV Meeden
VV Meedhuizen
VV Middelstum
MOVV
VV Muntendam
SV Mussel
VV Musselkanaal

#### N (Groningen)
NEC Delfzijl
VV Niekerk
VV Nieuweschans
VV Nieuwolda
Noordpool UFC
VV Noordster
VV Noordwolde

#### O (Groningen)
OKVC
Oldambtster Boys
VV Omlandia
SV Onderdendam
Onstwedder Boys
VV Oosterhoek
Oosterparkers
VV Opende
Oranje Nassau

#### P (Groningen)
VV Pekelder Boys
VV Pelikaan-S
VV De Pelikanen
VV PJC
PKC '83
VV Poolster
VV Potetos

#### R (Groningen)
VV Rood Zwart Baflo

#### S (Groningen)
SC Scheemda
VV Sellingen
VV SETA
VV SGV
VV Siddeburen
VV SIOS
SJS
VV SPW
SC Stadskanaal
VV Stedum

#### T (Groningen)
Sv TEO
FC Ter Apel '96
SV THOS
VV TLC

#### U (Groningen)
VV Usquert

#### V (Groningen)
VV Veelerveen
VV Veendam 1894
Velocitas 1897
VEV '67
Viboa
VV De Vogels
VVK
VVS Oostwold
VVSV '09

#### W (Groningen)
VV Wagenborger Boys
VV Warffum
VV Wedde
VV WEO
VV Westerbroek
VV Westerkwartier
VV Westerlee
VV Westerwolde
VV Wildervank
SV De Wilper Boys
SV Woltersum
WVV 1896

#### Z (Groningen)
VV 't Zandt
VV ZEC
VV Zevenhuizen
VV ZNC
VV Zuidhorn

### Limburg
| Drenthe · Flevoland · Friesland · Gelderland · Groningen · Limburg · Noord-Brabant · Noord-Holland · Overijssel · Utrecht · Zeeland · Zuid-Holland top |

A – B – C –
D – E – F –
G – H – I –
J – K – L –
M – N – O –
P – Q – R –
S – T – U –
V – W – X –
Y – Z

#### A (Limburg)
SV Abdissenbosch
VV Achates
ADVEO
SV Altweerterheide
AVV America
VV Amstenrade
SV Argo
Astrantia SV

#### B (Limburg)
VV Baarlo
RKSV Bekkerveld
Belfeldia
FC Bemelen
VV Berg '28
BEVO
VV Bieslo
SV Blerick
BMR
VV Boekoel
VV Born
Brevendia
SV Brunssum
VV Bunde
BVV '27

#### C (Limburg)
VV Caesar
Centrum Boys
VV Chevremont
Conventus '03
RKTVV Crescentia

#### D (Limburg)
VV Daalhof
DBSV
DFO '20
DESM
DEV-Arcen
VV DVO

#### E (Limburg)
Eendracht '30
SV Egchel
EHC
VV Eijsden
SV Eikenderveld
RKVV Eindse Boys
EMS
SV Epen
RKVV EVV
EWC '46

#### F (Limburg)
FCV

#### G (Limburg)
Geertruidse Boys
FC Geleen Zuid
Geulsche Boys
Geusselt Sport
GFC '33
SV Grashoek
RKSV Groene Ster
GSV '28
FC Gulpen
GVCG

#### H (Limburg)
RKVV Haanrade
RKVV Haelen
SV Haslou
RKVV Havantia
HBC '09
VV HEBES
VV Hellas
VV De Heeg
RKSV Heer
VV Hegelsom
VV Heidebloem
VV Heijen
Heksenberg-NEC
VV Helden
SV Heythuysen
FC Hoensbroek
KSV Horn
HRC '27
SV Hulsberg

#### I (Limburg)
VV IASON
IBC '03
SC Irene
IVO Velden
VV IVS

#### J (Limburg)
VV Jabeek
SC Jekerdal

#### K (Limburg)
Kakertse Boys
VV Keer
FC Kerkrade-West
VV Kessel
VV Koningslust
SV Kronenberg
KVC Oranje
Kwiek Venlo

#### L (Limburg)
SV Laar
SV Langeberg
Laura Hopel Combinatie
VV De Leeuw
SC Leeuwen
RKSV Leonidas-W
SV Leunen
SV Leveroy
VV Limbricht
BSV Limburgia
RKFC Lindenheuvel
VV Linne
SV Lottum

#### M (Limburg)
FC Maasgouw
VV Maastricht West
MBC '13
SV Meerssen
SV Melderslo
RKSV Merefeldia
SV Merselo
RKSV Meterik
SV Milsbeek
RKSV Minor
MMC Weert
RKVV Montagnards
MVC '19

#### N (Limburg)
RKVV Neerbeek
VV Noorbeek
SV Nyswiller

#### O (Limburg)
FC ODA
RKSV Olympia Schinveld
SV Oostrum
RKVV Oranje Boys
VV OVCS

#### P (Limburg)
SV Panningen
VV Partij
Passart-VKC
PSV '35
VV Puth

#### R (Limburg)
RESIA '42
VV Reuver
FC Roerdalen
RFC Roermond
FC RIA
RKVV Rimburg
RIOS '31
RKASV
RKAVC
RKBFC
RKDSO
RKHBS
RKHSV
RKIVV
RKMSV
RKMVC
RKSVB
RKSVN
RKSVO
RKSVV
RKTSV
RKUVC
RKVB
RKVCL
RKVVM
Rood Groen LVC '01
SV Roggel
VV Roosteren
VV RVU

#### S (Limburg)
VV Sanderbout
SCG
VV Schaesberg
VV Scharn
VV Schimmert
SV Schinnen
SHH
SV Sibbe
SV Simpelveld
Sint Joost
VV Sittard
Slekker Boys
SP Slenaken '63
VV SNA
Sparta '18
VV Spaubeek
RKVV Sportclub '25
Sporting Heerlen
Sporting Sittard '13
Sporting ST
RKSV De Ster
VV Stevensweert
Stormvogels '28
Struchter Boys
SC Susteren
Susterse Boys
SVA Bleijerheide
SVC 2000
SVE Einighausen
SVEB
SVH'39
VV SVM
SVME
FC Landgraaf
SVOC '01
SVVH
VV Swalmen

#### T (Limburg)
TSC '04

#### U (Limburg)
SV United
UOW02
RKVV Urmondia

#### V (Limburg)
RKVV Vaesrade
VCH
Venlosche Boys
SV Venray
VV Veritas
RKVV Vijlen
SV Vilt
Vitesse '08
VV Vlodrop
RKVV Voerendaal
VV VOS
VVV'03

#### W (Limburg)
RKVV Walburgia
VV Walram
RKVV WDZ
RKVV Weltania
VV Wijlre
RKVV Wijnandia
Wilhelmina '08
RKVV Willem I
RKSV Wittenhorst
Woander Forest

#### Y (Limburg)
SV Ysselsteyn

#### Z (Limburg)
SV Zwart-Wit '19

### Noord-Brabant
| Drenthe · Flevoland · Friesland · Gelderland · Groningen · Limburg · Noord-Brabant · Noord-Holland · Overijssel · Utrecht · Zeeland · Zuid-Holland top |

A – B – C –
D – E – F –
G – H – I –
J – K – L –
M – N – O –
P – Q – R –
S – T – U –
V – W – X –
Y – Z

#### A (Noord-Brabant)
Achilles Reek
Achilles Veen
VV Acht
VV Achtmaal
SV Advendo
RSC Alliance
VV Almkerk
VV Altena
ASV '33
SV Audacia
Avanti '31
RKSV Avesteyn

#### B (Noord-Brabant)
VV Baardwijk
VV Baronie
VV Bavel
Bavos
VV Be Ready
VV Beek Vooruit
Beerse Boys
RKVV Bergeijk
Berghem Sport
VV Berkdijk
VV BES
RKVV Best Vooruit
Bladella
Blauw Geel '38
Blauw Wit '81
SV BLC
BMC
De Bocht '80
BSV Boeimeer
Boekel Sport
RKSV Boerdonk
VV Boskant
RKSV Boxtel
SV De Braak
SV Braakhuizen
VV Brabantia
SV Brandevoort
KS Broekhoven
VV Bruheze
RKSV BSC
SV Budel
BVV
BVV '63

#### C (Noord-Brabant)
SV Capelle
RKVV Casteren
VV Chaam
SV CHC
VV Chrislandia
RKSV Cito
RKSV Cluzona
Constantia
FC Cranendonck

#### D (Noord-Brabant)
DAW
DBN '22
VV DBS
DEES
RKVV Den Dungen
DESK
RKVV DESO
SV Deurne
DEVO
VV DHV
RKVV DIA
Dijkse Boys
VV Dinteloord
DIOZ
RKSV DIVO
RKVV Dommelen
VV Dongen
SV DOSKO
DOSKO '32
DOSL
FC Drunen
VV DSE
DSV
Dussense Boys
DVG
DVO '60
VV DVS
DVVC
SV DWSH '18

#### E (Noord-Brabant)
EDN '56
EFC
EGS '20
FC Eindhoven AV
ELI
VV Elsendorp
SC Elshout
RKVV EMK
Emplina
FC Engelen
RKVV Erp
Essche Boys
EVVC
VV Excellent

#### F (Noord-Brabant)
VV De Fendert
Festilent
RKVV Fiducia

#### G (Noord-Brabant)
VV Gassel
SC Gastel
GDC
VV Geldrop
VV Gemert
RKVV GESTA
VV Gestel
VV Giessen
VV Gilze
Gloria-UC
VV Good Luck
RKVV Grenswachters
RKSV Groen Wit
GSBW
TSV Gudok
The Gunners

#### H (Noord-Brabant)
VV Haarsteeg
RKSV Halsteren
VV Handel
VV Hapert
Hapse Boys
HBV
VV Heeswijk
RKSV Heeze
SV Helenaveen Griendtsveen
VV Helvoirt
Herpinia
HHC '09
S.V. Hilvaria
HMVV
VV Hoeven
SC Hoge Vucht
VV Holthees-Smakt
VV Hoogeloon
HSC '28
HSE
VV Hulsel
HVCH
HVV Helmond
HZ '75

#### I (Noord-Brabant)
VV Internos
VV Irene
Irene '58

#### J (Noord-Brabant)
RKVV JEKA
Jong Brabant
Juliana Mill
JVC Cuijk

#### K (Noord-Brabant)
RKVV Keldonk
VV Klundert
Knegselse Boys
VV Kogelvangers
Kozakken Boys
SC Kruisland

#### L (Noord-Brabant)
Lepelstraatse Boys
SV LEW
SV Lierop
RKSV Liessel
TSV Longa
LSV Boxtel

#### M (Noord-Brabant)
VV Maarheeze
Maaskantse Boys
VV Macharen
Madese Boys
RKVV Maliskamp
RKSV Margriet
VV Mariahout
Marjola Girls
VV De Markiezaten
SV Marvilde
RKVV Menos
TSVV Merlijn
RKVV METO
RKSV Mierlo-Hout
Mifano
Milheezer Boys
MOC '17
Moerse Boys
FC Moerstraten
VV Molenschot
VV MVC

#### N (Noord-Brabant)
RKVV Nederwetten
VV Neerkandia
Neerlandia '31
RKSV Nemelaer
NEO '25
VV Netersel
Nieuw Woensel
VV Nieuwkuijk
VV Nijnsel
NLC '03
NOAD
NOAD '32
VV Nooit Gedacht
VV Noordhoek
SV Nordea
VV NSV
RKSV Nuenen
Nulandia
NVS
NWC

#### O (Noord-Brabant)
ODC
RKSV Odiliapeel
RKVV ODIO
VV Oirschot Vooruit
OJC Rosmalen
OKSV
VV Ollandia
Olympia '18
Olympia '60
Olympia Boys
SC Olympus
SV ONDO
VV ONI
Ons Vios
VV Oosterhout
SC Oranje Zwart Helmond
SV OSS '20
VV Oudemolen
SV OVC '63
OVV '67

#### P (Noord-Brabant)
VV PCP
RKSV Prinses Irene
ESVV Pusphaira

#### R (Noord-Brabant)
VV Raamsdonk
Racing Boys
FC de Rakt
VV De Raven
VV Ravenstein
SV Real Lunet
SV Reeshof
Reusel Sport
RKSV Rhode
VV Riel
VV Riethoven
FC Right-Oh
VV Rijen
Rijswijkse Boys
RKVV Rimboe
RKDSV
RKDVC
RKGSV
RKJVV
RKKSV
RKPVV
RKTVV
RKVVO
Rood-Wit '62
Rood-Wit '67
SV Rood-Wit Veldhoven
RKSV Rood-Wit Willebrord
RKVV Roosendaal
RPC
VV RSV
CVV Rust Roest
SV Ruwaard
VV RWB

#### S (Noord-Brabant)
SAB
VV Sambeek
RKSV Sarto
VV SBC
SBV
FC Schadewijk
RKVV Schijf
RKSV Schijndel
De Schutters
SCI
SCMH
VV SCO
SDDL
SDO '39
SEOLTO
SES
RKVV Sint-Michielsgestel
VV SIOL
SJVV
VV Sleeuwijk
SV Someren
Sparta '25
Sparta '30
Spoordonkse Boys
SV Sprundel
SPV
SSC '55
SSE
SSS'18
VV Steenbergen
VV Steensel
RKSV Sterksel
Stiphout Vooruit
VV SVC
VV SVG
SVS Stevensbeek
SVSH
SVSOS
SvSSS

#### T (Noord-Brabant)
SV Terheijden
VV Terlo
SV Tivoli
RKVV Tongelre
SV TOP
VV Toxandria
TPO
Trinitas Oisterwijk
VV TSC
Tuldania
TVC Breda

#### U (Noord-Brabant)
FC Uden
UDI '19
SV Ulicoten
RKSV Ulysses
VV UNA
Unitas '30
Unitas '59
VV Uno Animo
UVV '40

#### V (Noord-Brabant)
RKVV Val Aan
VV De Valk
SV Valkenswaard
VCA
VCB
VV VCO
VCW
Veerse Boys
RKSV Venhorst
VV Vessem
Vianen Vooruit
VV Victoria '03
VV Viola
VIOS '38
VV Virtus
VV VIVOO
Vlijmense Boys
VOAB
RKVV Volharding
RKSV Volkel
Vorstenbossche Boys
VOW
VV Vrederust
VVC '68
VVR

#### W (Noord-Brabant)
RKVV Waalre
VV Waspik
WDS '19
WEC
RKSV De Weebosch
SC Welberg
RKSV Were Di
VV Wernhout
Westerbeekse Boys
WHV
RKVV Wilhelmina
Wilhelmina '26
Wilhelmina Boys
VV WODAN
Woenselse Boys
VV Woudrichem
WSC
RKTSV WSJ
WVV '67

#### Z (Noord-Brabant)
SC 't Zand
VV ZIGO
ZSC
ZSV
VV Zundert
Vv De Zwaluw
Zwaluw VFC
VV Zwaluwe

### Noord-Holland
| Drenthe · Flevoland · Friesland · Gelderland · Groningen · Limburg · Noord-Brabant · Noord-Holland · Overijssel · Utrecht · Zeeland · Zuid-Holland top |

A – B – C –
D – E – F –
G – H – I –
J – K – L –
M – N – O –
P – Q – R –
S – T – U –
V – W – X –
Y – Z

#### A (Noord-Holland)
VV Aalsmeer
AGSV Aartswoud
SV Abbenes
ADO '20
AFC
AFC '34
AFC TABA
AGB
SC AH '78
Ajax Zaterdag
VV ALC
Alcmaria Victrix
VV Alkmaarsche Boys
BSV Allen Weerbaar
SV Alliance '22
VV Altius
SV Always Forward
vv Amstelveen
FC Amsterdam
FC Amsterdamse Bos
FC Aalsmeer
Amsterdam Seref Spor
AMVJ
AVV Andijk
Apollo '68
SV Asonia
VV Assendelft
ASV '55
ASV '65

#### B (Noord-Holland)
SC Badhoevedorp
SV Beemster
Berdos
BSV Bergen
VV Berkhout
VV De Beursbengels
SV Beverwijk
BFC
BKC
CVV Blauw Wit (W)
FC Blauw-Wit Amsterdam
BVC Bloemendaal
VV De Blokkers
CSV BOL
De Brug
SV BSM
SC Buitenveldert
BVV '31
BZC '13

#### C (Noord-Holland)
VV Callantsoog
FC Castricum
FC Chabab
Con Zelo
CTO '70

#### D (Noord-Holland)
RKSV DCG
RKVV DEM
FC Den Helder
SV DESS
DEVO '58
SV Diemen
ASV De Dijk
SV DIO
SV DIOS
VV Dirkshorn
DRC
HVV DSK
DSOV
RKVV DSS
SV DTS
Duinrand S
DVC Buiksloot
DVVA
VV DWB
VV DWOW
AFC DWS
SC Dynamo
DZS

#### E (Noord-Holland)
HFC EDO
SC Eendracht '82
VV Egmondia
SV Enkhuizen
EVC

#### F (Noord-Holland)
AVV FIT
ASV De Flamingo's '64
VV Flevo
SV De Foresters
ASV Fortius
Fortuna Wormerveer

#### G (Noord-Holland)
SV Geel Wit '20
SV Geel-Zwart '30
SV Geinburgia
ASV Germaan/De Eland
GeuzenMiddenmeer
SC 't Gooi
SV Graftdijk
VV Grasshoppers
SV 's-Graveland

#### H (Noord-Holland)
Haarlem-Kennemerland
Hauwert '65
RKSV HBC
VV HBOK
HCSC
HFC Heemstede
SC Hercules Zaandam
FC Hilversum
HVV Hollandia
VV Hollandia T
SV Hoofddorp
HOSV
VV HSV
HSV Sport 1889
Hugo Boys
SV Huizen

#### I (Noord-Holland)
VV IJmuiden
IJ.V.V. Stormvogels
SV Ilpendam
IVV

#### J (Noord-Holland)
VV Jisp
CVV Jong Hercules
CSV Jong Holland
JOS Watergraafsmeer
JVC Julianadorp

#### K (Noord-Holland)
VV Kaagvogels
SV Kadoelen
VV Kagia
SV KDO
BVV De Kennemers
KFC
VV KGB
SV KLM
VV Knollendam
SV Koedijk
VV Kolping Boys
Koninklijke HFC
SV De Koog
KSV
VV Kwadijk
Kwiek '78

#### L (Noord-Holland)
SV Laren '99
Legmeervogels
VV Limmen
SV Loosdrecht
LSVV

#### M (Noord-Holland)
SV Marken
FC Medemblik
SV De Meer
Meervogels '31
SV De Meteoor
VV MOC
VV Monnickendam
SC Muiden
SC Muiderberg

#### N (Noord-Holland)
AFC Nautilus
VV Nederhorst
NFC/Brommer
SV Nieuw Sloten
VV Nieuwe Niedorp
NVC

#### O (Noord-Holland)
ODIN '59
OFC
SV Olympia '25
Olympia Haarlem
RKVV Onze Gezellen
SV Oosterend
VV Oosthuizen
VV Opperdoes
OSC Amsterdam
OSO
OSV
SV Ouderkerk
VV Oudesluis
SC Overamstel
SV Overbos

#### P (Noord-Holland)
RKSV Pancratius
SV Parkstad
SV Petten
FC Portugal Amsterdam
VV PSZ
FC Purmerend
SC Purmerland
VPV Purmersteijn

#### R (Noord-Holland)
SV Rap
RCH
VV RCZ
SV Real Sranang
VV Reiger Boys
SV De Rijp
RKAV
RKAVIC
RKDES
RKEDO SV
RKSV RODA '23
Rood-Wit Zaanstad

#### S (Noord-Holland)
RKVV Saenden
Schagen United
VV Schellinkhout
VV Schoten
SCW
SDO Bussum
SDOB
ASC SDW
AVV SDZ
VV SEW
Sint Boys DES
RKSV Sint George
AVV Sloterdijk
SV Spaarnwoude
VV Spartanen
SC Spirit '30
Sporting Amsterdam
Sporting Krommenie
Sporting Martinus
Sporting Noord
SV Sporting S
SSV
VV Strandvogels
VV Succes
SVA Assendelft
SVAP '74
VV SVIJ
SVOW
SVW '27
AVV Swift

#### T (Noord-Holland)
SV Terrasvogels
VV Texel '94
VV THB
RKSV TOB
AVV TOG
TOS-Actief
TSV Twisk

#### U (Noord-Holland)
FC Uitgeest
SV United/DAVO
VV UNO

#### V (Noord-Holland)
FC VVC
SV De Valken
RKVV Velsen
FC Velsenoord
VV Vesdo
VEW
HC & FC Victoria
Victoria O
VIOS-W
Vitesse '22
CVV Vlug en Vaardig
SV Koedijk
SV Vogelenzang
RKAV Volendam
SC Voorland
SV Vrone
VSV
VVA/Spartaan
FC VVC
VVGA
VVH/Velserbroek
VVS '46
VV VVW
VV VZV

#### W (Noord-Holland)
ASV Wartburgia
HSV Wasmeer
VV Waterloo
SV Watervogels
WBSV
FC Weesp
SV Westfriezen
VVV Westzaan
VV De Wherevogels
CV Wieringermeer
SV Wieringerwaard
SV Wijk aan Zee
VV Winkel
VV Wiron
SV WMC
VV Woudia
WSV '30
WSW
WV-HEDW

#### Z (Noord-Holland)
FC Zaandam
ZVV Zaandijk
ZVV Zaanlandia
SV Zandvoort
Z.A.P.
ZCFC
SV ZDH
AVV Zeeburgia
MSV Zeemacht
VV Zeevogels
ZOB
VV De Zouaven
VV ZRC Herenmarkt
ZSGOWMS
SV Zuidermeer
Zuidoost United
HSV De Zuidvogels
RKVV Zwaagdijk
HCSV Zwaluwen '30
VV Zwanenburg

### Overijssel
| Drenthe · Flevoland · Friesland · Gelderland · Groningen · Limburg · Noord-Brabant · Noord-Holland · Overijssel · Utrecht · Zeeland · Zuid-Holland top |

A – B – C –
D – E – F –
G – H – I –
J – K – L –
M – N – O –
P – Q – R –
S – T – U –
V – W – X –
Y – Z

#### A (Overijssel)
ABS Bathmen
Achilles '12
Cvv Achilles
AJc '96
SV Almelo
FC Aramea
ASC '62
ASV '57
vv ATC '65
Avanti Wilskracht
VV Avereest

#### B (Overijssel)
SC Balkbrug
Barbaros
Be Quick '28
VV Bentelo
VV Bergentheim
FC Berghuizen
VV Berkum
VV Blankenham
ZVV Blauw Wit '66
BZSV de Blauwwitters
SV Blokzijl
SV Bon Boys
BVV Borne
RKSV Bornerbroek
SV Broekland
VV Bruchterveld
BSC Unisson
VV Buurse
KSV BWO

#### C (Overijssel)
FC het Centrum
SV Colmschate '33
CSV '28

#### D (Overijssel)
Sportclub Daarle
VV Daarlerveen
SV Dalfsen
DVV Davo
SV Dedemsvaart
SV Delden
VV Den Ham
VV DES
DESZ
DETO Twenterand
Sportclub Deventer
VV Diepenheim
Dieze West
DKB
DOS '37
DOS Kampen
DRC '12
VV Drienerlo
DSC
DSVD
DTC '07

#### E (Overijssel)
EDON
GVV Eilermark
v.v. EMMS
EMOS
ENC '09
Sportclub Enschede
Enschedese Boys
SV Enter
Enter Vooruit
ZVV De Esch
Excelsior '31

#### F (Overijssel)
VC Fleringen

#### G (Overijssel)
VV De Gazelle
SC Genemuiden
GFC
SV Giethoorn SE
VV Glanerbrug
DVV Go-Ahead
Go-Ahead Kampen
SV Gramsbergen

#### H (Overijssel)
VV Haaksbergen
SV Haarle
VV Hardenberg '85
SV Hector
VV Hellendoorn
VV 's-Heerenbroek
SV Heeten
VV Heino
SV Helios
HVV Hengelo
AVC Heracles
HHC Hardenberg
VV Hoeve Vooruit
VV Holten
VV Hoonhorst
HSC '21
HTC
Hulzense Boys

#### I (Overijssel)
VV IJhorst
DVV IJsselstreek
IJVV

#### J (Overijssel)
SV Juliana '32
Juventa '12
JVC Dedemsvaart

#### K (Overijssel)
VV Kampen
VV KHC
VV Kloosterhaar
Koninklijke UD
KOSC
VV Kuinre

#### L (Overijssel)
VV Langeveen
SC Lemele
VV Lemelerveld
VV Lettele
KVV Losser
LSV Lonneker
AVC Luctor et Emergo
SV De Lutte
SC Lutten

#### M (Overijssel)
VV Manderveen
VV Mariënberg
SV Mariënheem
SC Markelo
MVV '29
MVV '69

#### N (Overijssel)
RKSV NEO
SV Nieuw Heeten
S.V. Nieuwleusen

#### O (Overijssel)
Olde Veste '54
FC Oldemarkt
VV Oldenzaal
VV Olympia '28
FC Ommen
Oranje Nassau
VV Oranje Zwart
Sportclub Overdinkel
SC Overwetering

#### P (Overijssel)
PH Almelo
EVV Phenix
AVC La Première
EFC PW 1885

#### Q (Overijssel)
Quick '20

#### R (Overijssel)
SV Raalte
FC RDC
VV Reutum
Vv Rigtersbleek
SC Rijssen
SV Rijssen
Rohda Raalte
VV Rood Zwart
SC Rouveen
VV RSC

#### S (Overijssel)
Saasveldia
DVV Sallandia
SCD '83
SV Schalkhaar
VV Scheerwolde
SDC '12
SV SDOL
cvv Sparta Enschede
Sportlust Glanerbrug
Sportlust Vroomshoop
VV Staphorst
VV Steenwijk
VV Steenwijker Boys
SV Steenwijkerwold
RKVV STEVO
HFC Storica
FC Suryoye/Mediterraneo
SVBS '77
VV SVI
SVV '56
SVV '91
SVVN
SVZW Wierden

#### T (Overijssel)
De Tubanters 1897
HVV Tubantia
RKSV De Tukkers
DVV Turkse Kracht
TVC '28
TVO
TVV
vv Twenthe

#### U (Overijssel)
VV UD Weerselo
UDI Enschede
FC Ulu Spor
USV Nieuwleusen

#### V (Overijssel)
SV Vasse
SV VENO
VHK
Vv Victoria '28
VV Vilsteren
RKSV VOGIDO
VV Voorwaarts (Westerhaar)
VOSTA
Vroomshoopse Boys
VSW

#### W (Overijssel)
SV Welsum
SC Wesepe
Wijhe '92
VV Wijthmen
SV Wilhelminaschool
VV Willemsoord
VV Wilsum
WVF
WVV '34
VV WWV

#### Z (Overijssel)
ZAC
SV Zalk
Zenderen Vooruit
VV Zuid Eschmarke
RKSV De Zweef
SV Zwolle
Zwolsche Boys

### Utrecht
| Drenthe · Flevoland · Friesland · Gelderland · Groningen · Limburg · Noord-Brabant · Noord-Holland · Overijssel · Utrecht · Zeeland · Zuid-Holland top |

A – B – C –
D – E – F –
G – H – I –
J – K – L –
M – N – O –
P – Q – R –
S – T – U –
V – W – X –
Y – Z

#### A (Utrecht)
FC Abcoude
SV Achterveld
VV Amsvorde
VV APWC
VVU Ardahanspor
SV Argon
SV Aurora
SV Austerlitz

#### B (Utrecht)
SV Baarn
VV Benschop
FC De Bilt
VV Brederodes
FC Breukelen
VV Bunnik '73

#### C (Utrecht)
VV Cabauw
SV Candia '66
SV CDW
CJVV
VV Cobu Boys
CSW

#### D (Utrecht)
FC Delta Sports'95
DESTO
DEV
DHSC
DOB
Domstad Majella
DOSC
VV DOVO
VV De Dreef
FC Driebergen
DSO/Ultrajectum
DVSA
DVSU
DWSM
DWSV

#### E (Utrecht)
UCS EDO
VV Eemboys
VV Eemdijk
SV Eemnes
USV Elinkwijk
Eminent Boys
SC Everstein

#### F (Utrecht)
Faja Lobi KDS
VV FZO

#### G (Utrecht)
SV Geinoord
VV 't Goy
GVVV

#### H (Utrecht)
VV HDS
VV Hees
USV Hercules
SV Hertha
SV HMS
VV Hoogland
VV Hooglanderveen
VV Hoograven
SV Houten
HSV '69
HVC

#### I (Utrecht)
IJsselmeervogels
IJFC

#### J (Utrecht)
VV Jonathan
JSV Nieuwegein

#### K (Utrecht)
VV Kamerik
SV Kampong
VV Kismet
VV Kockengen
KVVA

#### L (Utrecht)
VV Linschoten
SV Lopik

#### M (Utrecht)
VV Maarssen
Magreb '90
VV De Meern
VV De Merino's
MSV '19
VV Musketiers

#### N (Utrecht)
ASC Nieuwland
SV Nieuw Utrecht
OSV NITA

#### O (Utrecht)
SV Odijk
VV Odin
Odysseus '91
VV Oranje Wit (Elst)
OSM '75
FC Oudewater

#### P (Utrecht)
ZSC Patria
VV De Posthoorn
ksv PVC
PVCV Vleuten

#### Q (Utrecht)
AFC Quick 1890

#### R (Utrecht)
VV Renswoude
SV Rivierwijkers
RODA '46
VV RUC

#### S (Utrecht)
SV Saestum
SCH '44
VV Schalkwijk
SEC
SV SIVEO '60
SO Soest
SV Spakenburg
Sporting '70
Sportlust '46
SPV '81
VV Sterrenwijk
SVF Cothen
SVL
SVM Maartensdijk
SVMM
SVP

#### T (Utrecht)
TOV

#### U (Utrecht)
SV Unitas '48
asv UVV

#### V (Utrecht)
SV De Vecht
SV Vechtzoom
VV Veenendaal
VEP
VV Vianen
VIOD
VV 't Vliegdorp
VV Voorwaarts (Utrecht)
VV VOP
VV VRC
VSV Vreeswijk
VSC
VVA Achterberg
VVIJ
VVJ
VVOO
VVZ '49
VVZA

#### W (Utrecht)
SC Woerden
VV Woudenberg

#### Z (Utrecht)
SV Zeist
Zwaluwen Utrecht 1911

### Zeeland
| Drenthe · Flevoland · Friesland · Gelderland · Groningen · Limburg · Noord-Brabant · Noord-Holland · Overijssel · Utrecht · Zeeland · Zuid-Holland top |

A – B – C –
D – E – F –
G – H – I –
J – K – L –
M – N – O –
P – Q – R –
S – T – U –
V – W – X –
Y – Z

#### A (Zeeland)
AVC Aardenburg
SV Apollo '69
VV Arnemuiden
FC Axel

#### B (Zeeland)
VV Bevelanders
VV Biervliet
VV Borssele
VV Breskens
ASV Brouwershaven
Bruse Boys

#### C (Zeeland)
VV Cadzand
VV Clinge
VV Colijnsplaatse Boys
Corn Boys
Cortgene

#### D (Zeeland)
FC Dauwendaele
DFS
VV Domburg
SV Duiveland
DZC '09

#### G (Zeeland)
VV GOES
GPC Vlissingen
VV Graauw
VV Groede

#### H (Zeeland)
Hansweertse Boys
VV 's-Heer Arendskerke
SV Heinkenszand
HKW '21
HSV Hoek
VV Hontenisse
VV Hoofdplaat
VV Hulsterloo
HVV '24

#### I (Zeeland)
VV IJzendijke

#### J (Zeeland)
Jong Ambon

#### K (Zeeland)
VV Kapelle
VV Kloetinge
RKVV Koewacht
VV Krabbendijke
VV Kruiningen

#### L (Zeeland)
VV Lewedorpse Boys
VV Luctor '88

#### M (Zeeland)
VV de Meeuwen
SV MZC '11
MZVC

#### N (Zeeland)
SV Nieuwdorp
VV Nieuwland
VV NOAD '67
VV de Noormannen

#### O (Zeeland)
SV Oostburg
VV Oostkapelle
SV Ouwerkerk

#### P (Zeeland)
VV De Patrijzen
VV Philippine

#### R (Zeeland)
VV RCS
SV Renesse
RIA-W
VV Rillandia
SV Robur

#### S (Zeeland)
VV Schoondijke
SDO '63
VV Serooskerke
SKNWK
SV Sluis
VV Sluiskil
SV Smerdiek
SPS
VV Spui
SSV '65
SC Stavenisse
VV STEEN
SVD

#### T (Zeeland)
VV Terhole
VV Terneuzen
VV Terneuzense Boys
Tholense Boys

#### V (Zeeland)
VCK
VV Veere
VC Vlissingen
VV Vogelwaarde
VV Volharding '32
VV Vosmeer

#### W (Zeeland)
SC Waarde
SV Walcheren
VV Wemeldinge
WHS
WIK '57
VV Wolfaartsdijk

#### Y (Zeeland)
VV Yerseke

#### Z (Zeeland)
VV Zaamslag
Zeeland Sport
Zeelandia Middelburg
ZSC '62

### Zuid-Holland
| Drenthe · Flevoland · Friesland · Gelderland · Groningen · Limburg · Noord-Brabant · Noord-Holland · Overijssel · Utrecht · Zeeland · Zuid-Holland top |

A – B – C –
D – E – F –
G – H – I –
J – K – L –
M – N – O –
P – Q – R –
S – T – U –
V – W – X –
Y – Z

#### A (Zuid-Holland)
SV Aarlanderveen
VV Abbenbroek
ABF
ADS Den Haag
RKSV Aeolus
VV De Alblas
VV Alblasserdam
VV Alexandria '66
SV Alkmania
AVV Alphen
VV Alphense Boys
VV Alphia
RKSV Altior
VV Ameide
Ammerstolse SV
SC Amstelwijck
R.S.V. Antibarbari
SV ARC
VV Ariston '80
ASV Arkel
ASW
ASC
VV ASWH

#### B (Zuid-Holland)
FC Banlieue
BVV Barendrecht
CVV Be Fair
VV Bergambacht
CVV Berkel
SV Bernardus
MSV De Betrokken Spartaan
FC Binnenmaas
FC Blankenburg
RKSV Blauw-Zwart
RVV Blijdorp
VV BMT
VV Bodegraven
SV Bolnes
FC Boshuizen
SC Botlek
VV Brielle
BSC '68
SV Buytenpark
SV BVCB
SV BZC/Zuiderpark

#### C (Zuid-Holland)
vv Capelle
HSV Celeritas
SV Charlois
CION
VV CKC
RVV COAL
Concordia (Delft)
SV Concordia
SV CWO

#### D (Zuid-Holland)
DBGC
VV DCV
Delfia
DVV Delft
SV Deltasport
VV Den Bommel
SV Den Hoorn
DFC
DVV DHC
SV DHL
RVV DHZ
SV Die Haghe
VV Dilettant
RKSV DoCoS
SV DONK
FC Dordrecht Amateurs
Vv Drechtstreek
DRL
SV DSO
VV DSVP
VV Dubbeldam
Duindorp SV
HSV DUNO
DVC Delft
DVO '32
DVV '09
SV DWO

#### E (Zuid-Holland)
VV EBOH
De Egelantier Boys
SC Emma
E.M.M. '21
SV Erasmus
HSV Escamp
VV ESTO
Excelsior '20
VV Excelsior Maassluis

#### F (Zuid-Holland)
SC Feyenoord
RKVV FIOS
MSV en AV Flakkee
BGC Floreant
Football Factory
VV Foreholte
Forum Sport
DSV Full Speed

#### G (Zuid-Holland)
RKSV GDA
GHC
GHVV '13
GJS
GLZ Delfshaven
GOL Sport
SC Gorkum
SV Gouda
VV Gouderak
Goudswaardse Boys
VV GOZ
Graaf Willem II VAC
FC 's-Gravenzande
VV 's-Gravendeel
VV Groeneweg
VV Groot Ammers
VV Groote Lindt
GSC/ODS
GSC ESDO
GSV
VV GWS

#### H (Zuid-Holland)
VV Haagse Hout
VV Haastrecht
VV Hardinxveld
Hargasport
Hazerswoudse Boys
HBS-Craeyenhout
HBSS
VV HDV
VV Heerjansdam
SV Heinenoord
VV Hekelingen
VV Hellevoetsluis
HVV Hercules
VV Herkingen '55
PSV Hermandad
Hermes DVS
VV Hillegom
VV Hillegersberg
HMSH
RSV Hoekpolder
SV Honselersdijk
SV Houtwijk
HOV/DJSCR
HPSV
HSSC '61
HVC '10
Kon. HVV
VV HVZ
VV HWD

#### I (Zuid-Holland)
IFC

#### J (Zuid-Holland)
CVV De Jodan Boys
VV De Jonge Spartaan

#### K (Zuid-Holland)
V.v. Katwijk
VV Kethel Spaland
SV Kickers '69
SV KMD
RVV Kocatepe
VV Koudekerk
VV KSD-Marine

#### L (Zuid-Holland)
HVV Laakkwartier
Leerdam Sport '55
VV Leidsche Boys
VV Lekkerkerk
SV Leidschenveen
VV Lekvogels
RKSV Leonidas
FC Lisse
RVV LMO
SV Lombardijen
SV Loosduinen
VV LRC
LSVV '70
LVV Lugdunum
VV Lyra

#### M (Zuid-Holland)
VV Maasdijk
SC Maasstad Tediro
FC Maense
RKVV Meerburg
SV Meerkerk
VV Meeuwenplaat
VV Melissant
MMO
VV Moerkapelle
SC Monster
VV Moordrecht
FC Mozaïek
MSV '71
MVV '27

#### N (Zuid-Holland)
VV Naaldwijk
NBSVV
Neptunus-Schiebroek
SV Nicolaas Boys
VV Nieuw-Lekkerland
VV Nieuwenhoorn
VV Nieuwerkerk
SV Nieuwkoop
VV Van Nispen
NOCKralingen
SV Noordeloos
Vv Noordwijk
SV Nootdorp
NSV '46
NSVV
NTVV

#### O (Zuid-Holland)
HVV ODB
FC Oegstgeest
VV OFB
OHVV
OLIVEO
GC & FC Olympia
SV Ommoord
Vv ONA
SV Oranje Wit
Oranjeplein-Postduiven
OSV Oud-Beijerland
VV Oude Maas
Overmaas Rotterdam
RVV Overschie
OVV

#### P (Zuid-Holland)
VV Papendrecht
ZVV Pelikaan
FC Perkouw
Vv Pernis
VV Peursum
PFC
PGS/VOGEL
SV Piershil
PKC '85
PSV Poortugaal
PPSC
FC Pretoria R.

#### Q (Zuid-Holland)
H.V. & C.V. Quick
KVV Quick Boys
Quick Steps
VV Quintus

#### R (Zuid-Holland)
GVV Raptim
Hvv RAS
RKSV RCD
RCL
SV RDM
Real Zoetermeer
CVC Reeuwijk
SC REMO
RFC 2000
VV Rhoon
VV Rijnmond Hoogvliet Sport
Rijnsburgse Boys
VV de Rijnstreek
FC Rijnvogels
VV Rijsoord
RKAVV
RKDEO
SV ROAC
VV Rockanje
Rohda '76
LV Roodenburg
SV Rotterdam United
VV Rozenburg
RVC '33
RVVH

#### S (Zuid-Holland)
VV Schelluinen
SVV Scheveningen
VV Schipluiden
VV Schoonhoven
SCO '63
SDV Rotterdam
RVV Semper Altius
SEP
SEV
Vv SHO
SV Simonshaven
VV SIZO
VV SJC
VV SJZ
FC Skillz
VV Sliedrecht
SV Slikkerveer
VV Smitshoek
VV SNS
SV Soccer Boys
Spartaan '20
VV Spijkenisse
VV Spirit
VV Sportief
Sporting Leiden
SSS
SSW
VV SteDoCo
RV & AV Steeds Hooger
VV Stellendam
De Ster
VV Stolwijk
Stompwijk '92
V.V. Streefkerk
VV Strijen
SV Besiktas
SVC '08
VV SVH
SVS Capelle
SVV
SVW
RVV Swift Boys

#### T (Zuid-Holland)
TAC '90
SVVV Taurus
TAVV
VV Ter Leede
RKVV Teylingen
TOGB
SSV Toofan
TransvaliaZW

#### U (Zuid-Holland)
GVV Unitas
VV UVS

#### V (Zuid-Holland)
Valken '68
VCS
MVV VDL
SV VELO
VV Verburch
VFC
SC Victoria '04
VV Vierpolders
CS Vitesse Delft
FC Vlotbrug
RVV VOB
RC & VV VOC
SV Vogelenzang
SV Voorschoten '97
Voorwaarts RSC
KRSV Vredenburch
HSV VUC
VVAC
VVGZ
VVOR
VVSB

#### W (Zuid-Holland)
SCS Wanica Star
SV Warmunda
SV Wassenaar
SV Wateringse Veld Kranenburg
SV WCR
VV WDS
HVV Te Werve
RKVV Westlandia
VV WFB
VV Wieldrecht
VV WIK
VV Wilhelmus
SV Wippolder
VV Woubrugge

#### X (Zuid-Holland)
XerxesDZB

#### Z (Zuid-Holland)
ZBC '97
ZBVH
RCSV Zestienhoven
SV Zevenhoven
VV Zinkwegse Boys
FC Zoetermeer
SV Zuid West DH
VV Zuidland
VV Zwaluwen
VV Zwammerdam
CSV Zwarte Pijl
VV Zwartewaal
VV De Zwerver
CVV Zwervers
IJVV De Zwervers
| Drenthe · Flevoland · Friesland · Gelderland · Groningen · Limburg · Noord-Brabant · Noord-Holland · Overijssel · Utrecht · Zeeland · Zuid-Holland top |

## Amateurclubs die in het verleden deelnamen aan het amateurvoetbal
In dit gedeelte staan amateurclubs die opgeheven of gefuseerd zijn, waardoor ze niet meer als zelfstandig bestaan of die thans aan de Duitse voetbalcompetitie deelnemen.

#### Drenthe
VV Diever
Elper Boys
SV Halen
Hermes AVK
VV Hijker Boys
VV Hunso
VV Minjak
SC Oranje (Schoonebeek)
VV Oring
VV THEO
SV Wapse

#### Flevoland
SV Almere

#### Friesland
BCV
VV Bergum
Bolswardia
VV Boyl
CAB
CSL
DIO Oosterwolde
RKVV Friso
SV De Griffioen
VV Harlingen
VV Haulerwijk
ZVV Haulerwijkse Boys
VV De Kooi
VV Leeuwarden
OZC
RES
Robur Harlingen
VV Rood Geel
VV Trynwâlden
VV Trynwâldster Boys
VOG
VV De Westhoek

#### Gelderland
AAC
SV Aerdt
AAC Altforst
AFC Arnhem
CVV Avanti Twello
AVW
VV Baakse Boys
Berghse Boys
VV Brakel
BVH
SV Carvium
AV Cranevelt
SV Culemborg '67
CVVA
SV Dinxperlo
DVE-Trajanus
DZSV
Eendracht (Nijmegen)
SC Eibergen
VV Erica '76
ESCA/VC
EVC'94
VV EWV
Fortitudo
FC Fortuna Elten 1910
VV Gazelle Nieuwland
Gelria
Giro
GOVA
Humanitas
VV Hurwenen
HVG
VV Keizerstad
Marhaba
SV Maurik
RKSV Meerwijk
MvR
NDT
Nijmeegse Boys
NVV Nijmegen
VV Noviomagum
OAB
ODO
VV Olympia
OZOD
Hertog Hendrik
SC PGEM
Plattenburger Boys
RKJC
Roode Duivels
Sempri Avanti
RKVV Sint Jan
Sint Joris
SKVW
Spatram
VV SpijkVooruit
SSSE
SV Steenderen
VV Stokkum
SVD '98
VV TGB
SV V en K Twello
VIJDO
VVL
WCA
WHcZ
VV Winterswijk
WVC
Wivos
VV Zaltbommel
VV Zeddam
VV Zelhem
ZSV Zelos
VV Zuilichem
ZVV Zutphania
SV Zutphen

#### Groningen
VV Astrea
VV Bedum
VV Boerakker
CSVH
CVVB
Eems Boys
VV Hoogkerk
VV Leek Rodenburg
VV Macedonie
SV Maluku
VV Neptunia
VV Paddepoel
SGVV '07
SVMH
VV Tolbert
UVV '70
VV Wagenborgen
SV Zeester

#### Limburg
RKVV Almania
VV Armada
VV Banholtia
VV Beegden
SC Biesland
RKVV Buchten
VV Buggenum
SC Brachterbeek
BVC '28
SC Caberg
RKVV Doenrade
VV GKC
VV Grathem
RKSV Griendtsveen
RKVV Heel
SV Heerlen
Heerlen Sport
RKVV Heksenberg
VV Holtum
SV Höngen
WV KCC '13
KOC
RKVV Kolonia
Klimmania TC
SVN Landgraaf
SV Limburgia
RKVV Maasbracht
RKVV Mariarade
SV Meerlo
Megacles
Mheerder Boys
SV Moesel
MSP '03
MSVM
NEC '92
RKVV Obbicht
VV Passart
Quick Boys '31
RKSV Rapid
Reymerstokse Boys
RKBSV
RKDFC
RKESV
RKHVC
RKONS
RKSVW
RKVVL/Polaris
VV SCKR-Ransdaal
VV SCM
RKVV Sint Odiliënberg
VV Sittard Oost
SSOC
RKVV Stadbroek
VV Standaard
Swolgense Boys
RKSV Sylvia
RKVV Thorn
VV TOP '27
Treebeek Sport '35
VfR Tüddern
RKSV Venlo
VV Vesta
FC Viktoria Schalbruch 1919
FC Vinkenslag
VKC'89
VV Valkenburgse Boys
FC Wanderlust 1920 Süsterseel
SV Wanssum
Wit-Zwart '32
WVV '28

#### Noord-Brabant
FC Bergen
VV Breda
SV Estria
ESV
FSV
FC De Geeren
GFC '93
GVV '57
RKSV Helenaveen
SC Helmondia
Herptse Boys
SV Heusden
JPS
VV Kaaise Boys
RKSV MULO
SV Nevelo
RKVV Nieuw Borgvliet
RKSV Oisterwijk
OSC '45
SCV '58
SET
VV De Spechten
SC St. Hubert
RKSV Taxandria
TGG
TVC '39
SV Triborgh
VVS Eindhoven
The White Boys
De Willy's
WVVZ
ZPR '84

#### Noord-Holland
Adelborsten Voetbalvereniging
ADW
VV AGT
Arbeiders Sport Vereniging Archipel
VV Atlas
HVV Batavier
SV Bijlmer
HFC Bloemenkwartier 1921
DCO
DEK
DFS Alkmaar
Dindua
DWG/Rombout
DWSV ‘61
ASV DWV
SC De Eland
EDW
VV Flamingo
RKHV Geel-Wit
ASV De Germaan
CSV De Geuzen
ASV Go Ahead'18
Gold Stars/SNA
HFC Haarlem
HEDW
Hellas Sport Combinatie
HFC Helder
Hortus
HRC
FC Huiswaard
Inter Heemskerk
JVVO
HFC Kennemerland
Kismet '82
KSJB
Madjoe
De Meerboys
Meerboys-A
VV MFC
ASV Middenmeer
MLD
NEC ‘75
SC Nieuwendam
SC Orient
AVV OVVO
P en T
RK PSCK
PVWA
RAP
VV Ripperda
SV Robinhood
VV Schagen
SHBS
Sint Louis
Sint-Nicolaas Lyceum
SC Sloterpark/AGS
Sporting Maroc
VV SRC
SV Toudgha
FC Türkiyemspor
RKSV TYBB
ASV Vespucci
De Volewijckers
VV West Frisia
RKASV Wilskracht
Wilskracht/SNL
WGW
Wilhelmina Vooruit
VV Young Boys
ASC Xanthos
VVZ Zaandam
HVV de Zebra's
ZVV Zilvermeeuwen
ZPC

#### Overijssel
ASVO
C.S.V. De CJV-ers
Sportclub Denekamp
SV Dinkelland
DOS '19
DVO '71
DVV Labor
De Eversberg
HSA
SV Nijverdal
SV Omhoog
OSV '31
OVC '21
OZC
SV Rietvogels
VV Rijssen Vooruit
RKSV
SOS
Tilligte SV
VV Vesos
WVV Wierden

#### Utrecht
VV CDN
VV Dalto
VV DOS
VV Faja Lobi
KDS
v.v. Montfoort
VV MSV '19
VV Nijenrodes
OVS Oudewater
SCNU
Stichtse Boys
VV UNIO
USV Holland
VV Utrecht
CSV Vitesse
Yasamspor
Zwaluwen Vooruit

#### Zeeland
VV Axel
AZVV
SV Dreischor
SV Hoedekenskerke
VV Kwadendamme
VV MEVO
VV Zierikzee
VV Zonnemaire

#### Zuid-Holland
HVV De Adelaars
ADS Den Haag
RVV AGE
AVS-Germinal
Activitas
VV Anadolu
HVV Archipel
GS Azzuri
VV Belvedère
BIZON (BInnenlandse Zaken ONtspanning)
FC Boszoom
VV Centro Português
HVV Cromvliet
DEVJO
VV DMC
DOS'32
DORR (Door Oefening Razend Rap)
RKSV DOSR
DOTO
VV DRGS
SV Duinoord
Dynamo '67
EDS
ESDO (Eendrachtig Samenspel Doet Overwinnen)
PVV Excelsior Pernis
VV GGK
's-Gravenzandse SV
's Gravenzandse VV
Groen Wit Rotterdam
GDCPH (Gruppo Desportivo Casa Portuguesa Haja)
RSV HION
RSV De Flamingo's
Groen Wit ‘58
SC GSC
VV Hoek van Holland
VV Hoekse Boys
Holland Sport ‘32
VV JAC (Jeugdkring Ambtenaren Combinatie)
KFC ‘71
RKSV JuVentaS
HSV Kranenburg
VV Leiden
VV LenS (Lenig en Snel)
VV Maasstraat
HSV Marathon
VV Monster
Nationale Nederlanden
SC Neptunus
SCV Neta Dall
NLS (Na Lering Sterker)
RVV Noorderkwartier
ODS
VV Oegstgeest
OSC (Oosterboys S.V.T. Combinatie)
HVV De Ooievaars
Oranje Blauw
VV Oranjeplein
Oranjeplein-Postduiven
Hvv Paraat
PDK (Procureurs en Deurwaarders Klerken)
VV PEC
PEC Den Haag (Post Energie Combinatie)
PGS (Personeel Gemeente Secretarie)
SV Polanen
Postalia
LVV De Postduiven
PVS (Personeels Vereniging Staatsdrukkerij)
VV PZH (Provincie Zuid Holland)
VV RAVA
Real Parbo
FC Rijnland
RVV Rijswijk
VV Robin Hood
RVC (Rijswijkse Voetbal Club)
RVV Schiebroek '94
HSV SOA (Samenspel Overwint Alles)
Hvv Spoorwijk
SCSV De Ster
SV SVLY
TAMUVONA (Telegraaf Amusements Vereniging Ontspanning Na Arbeid)
TEDO (Techniek en Enthousiasme Doen Overwinnen)
VV Texas DZ
VSV TONEGIDO
VV UDO
RKVV De Valkeniers
VV VDS (Vooruitgang Door Samenspel)
VIOS (Vooruitgang Is Ons Streven)
SC Voorne
VVP (Voetbal Vereniging Pancratius)
VV Waddinxveen
HSV Westerkwartier
WVC (Oude Wetering)
RKSV Wit Blauw
HSV Wilsonmeters
WRW
VV WSE
HSV WVS (Wilskracht Voor Spierkracht)
VV Zwart Blauw
VV De Zwarte Schapen
Zwart-Wit'28